# Emmanuel des Essarts

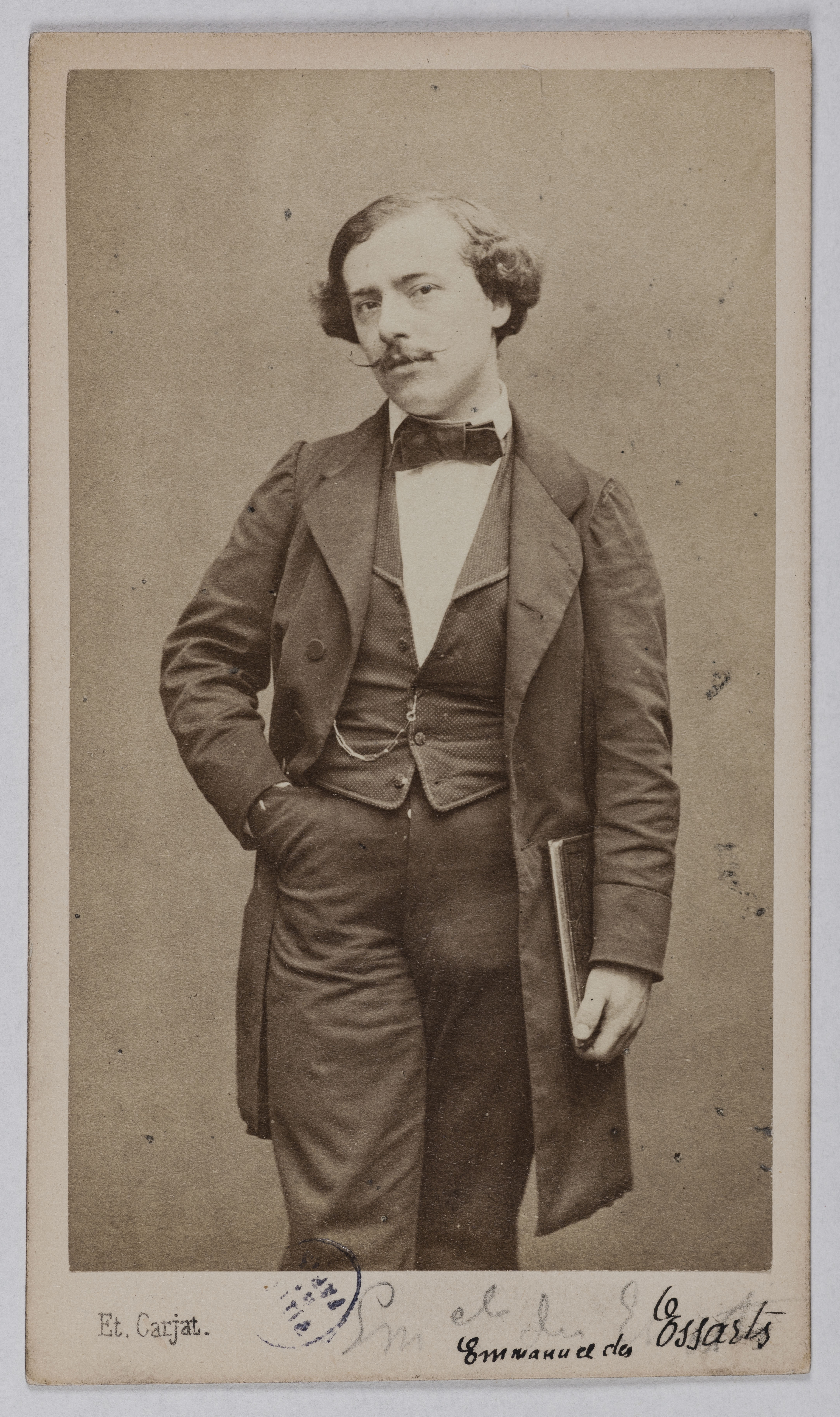
Emmanuel des Essarts

Emmanuel des Essarts (* 1839; † 1909) war ein französischer Schriftsteller.
Des Essarts war ein Sohn von Alfred des Essarts, welcher als Bibliothekar die Schätze der Bibliothek Sainte-Geneviève betreute. Zum Ende seiner Schulzeit befreundete sich Des Essarts mit Jean Lahor, Eugène Lefébure und Stéphane Mallarmé. Zusammen mit diesen Freunden begeisterte er sich für die moderne, avantgardistische Literatur (u. a. Charles Baudelaires „Les Fleurs du Mal“). Später zählte man sie – auch Des Essats Vater – zum Umfeld der Parnassiens.
Als Professor für Rhetorik wirkte Des Essarts später am „Lycée Imperial“ in Avignon und machte dort Bekanntschaft mit Frédéric Mistral und dessen Gruppierung des Félibrige.

## Werke (Auswahl)
- Portraits de maîtres. Perrin, Paris 1891.
- L'illustre théâtre. Comédie en un acte. Crépin-Leblond, Paris 1900